# Јоахим Киршнер
Јоахим Киршнер (Нидерлесниц, 7. јун 1920 — Метковић, 17. децембар 1943) је био немачки пилотски ас у Другом светском рату.
У саставу је Луфтвафе од 26. августа 1939. као пилот. 18. октобра 1943. добио је чин капетана. Био је командант 15144 ескадриле ("IV/JG27") у Мостару.
17. децембра 1943. његову формацију од пет Месершмита Bf 109 G уочила је савезничка група састављена од шест Кертиса P-40 и седам P-47 Тандерболта из састава 57. борбене групе Ратног ваздухопловства америчке војске. Током борбе три Месершмита су оборена. Један од три оборена авиона био је Киршнеров. Киршнер је успео да напусти авион у ваздуху и да се безбедно спусти падобраном на тло недалеко од Метковића.
Том приликом Киршнера су приметили и ухватили борци Јужнохерцеговачког НОП одреда. Немачка колона која је упућена да га тражи уништена је 20. децембра од стране Батаљона „Марко Михић“ Јужнохерцеговачког НОП одреда.
По одлуци Штаба Јужнохерцеговачког НОП одреда Киршнер је стрељан. Штаб Друге оклопне армије у наређењу за операцију „Валдрауш“ изричито је наредио V СС корпусу извршење одмазде за ово стрељање.
Предвиђено је да се изврше мере одмазде за убиство носиоца Ордена витешког крста са храстовим лишћем, капетана Киршнера, које су извршили црвени, тако што би се ликвидирао, по могућству, велики број црвених заробљеника из, за поменути случај одговорне, 29. див., која се налази у Херцеговини.

## Одликовања и победе
Јоахим Киршнер забележио је 188 победа у ваздушним дуелима - 21 над савезничким и 167 над совјетским пилотима.
23. децембра 1942. одликован је Витешким крстом, а 2. августа 1943. Витешким крстом са храстовим лишћем.